# Aleksander Stefanowicz
Aleksander Stefanowicz (ur. 7 grudnia?/20 grudnia 1900 w Polewiczach k. Borysowa, zm. 2 marca 1985 w Toronto) – uczestnik wojny polsko-bolszewickiej i II wojny światowej, oficer saperów, piechoty i broni pancernych Wojska Polskiego II Rzeczypospolitej i Polskich Sił Zbrojnych, w 1964 roku mianowany przez władze emigracyjne pułkownikiem broni pancernych.

## Życiorys
Do wojska wstąpił ochotniczo w sierpniu 1919. Otrzymał przydział do pułku jazdy tatarskiej. Walczył na froncie sowieckim. Ukończył Szkołę Podchorążych Inżynierii i Saperów. 3 maja 1922 roku został zweryfikowany w stopniu podporucznika ze starszeństwem z dniem 1 marca 1921 roku i 113. lokatą w korpusie oficerów inżynierii i saperów, a jego oddziałem macierzystym był 4 pułku saperów w Sandomierzu. 18 maja 1923 roku Prezydent RP zatwierdził sprostowanie jego starszeństwa w stopniu podporucznika z dniem 1 listopada 1920 roku oraz awansował go na porucznika ze starszeństwem z dniem 1 listopada 1920 roku i 27. lokatą w korpusie oficerów inżynierii i saperów.
Następnie został przeniesiony do korpusu oficerów piechoty. Ukończył kurs dla oficerów broni pancernej w Łodzi i trafił do 1 pułku czołgów. Odbył kurs oficerów technicznych w Szkole Czołgów w Wersalu. W latach 1925–1931 był instruktorem w Centralnej Szkole Czołgów i Samochodów. Z dniem 1 lipca 1932 został powołany ze stanu nieczynnego i przeniesiony do Centrum Wyszkolenia Broni Pancernych w Modlinie. Od 1934 służył w Oddziale II Sztabu Generalnego. 27 czerwca 1935 został awansowany na kapitana ze starszeństwem z dniem 1 stycznia 1935 i 52. lokatą w korpusie oficerów piechoty. Od marca 1937 do czerwca 1939 był pomocnikiem attaché wojskowego przy Poselstwie Polskim w Lizbonie. Był odpowiedzialny za analizowanie działań wojsk pancernych na frontach hiszpańskiej wojny domowej.
Po powrocie do Polski przygotowywał się do wyjazdu na placówkę wywiadowczą do ZSRR. Plany te pokrzyżował wybuch wojny. 18 września przekroczył wraz z innymi oficerami II Oddziału Sztabu Naczelnego Wodza granicę z Rumunią. Przedostał się do Francji, gdzie został skierowany do 10 Brygady Kawalerii Pancernej. Został adiutantem generała Stanisława Maczka. Po upadku Francji przedostał się przez Hiszpanię do Wielkiej Brytanii.
Od września 1941 był w dowództwie 16 Brygady Pancernej. W czerwcu 1942 objął stanowisko zastępcy dowódcy 66 batalionu czołgów, przemianowanego wkrótce na 1 pułk pancerny. 1 stycznia 1943 otrzymał awans na majora. 5 listopada został dowódcą 1 pułku pancernego. Pułk w składzie 1 Dywizji Pancernej pod koniec lipca 1944 został wysłany na front w Normandii. 9 sierpnia Stefanowicz odznaczył się poprowadzeniem szarży na wzgórze 111 (okolice wsi Estrées-la-Campagne), za co został później mu nadany Order Virtuti Militari (nr 10348). 18 sierpnia gen. Maczek wyznaczył go na dowódcę grupy bojowej, która wzięła udział w zaciętej bitwie o Maczugę. 7 września otrzymał promocję na podpułkownika. Następnie dowodził swym pułkiem w Belgii, Holandii i północnych Niemczech. Po zakończeniu wojny kierował nim w ramach okupacji Niemiec. W maju 1947 roku wstąpił do Polskiego Korpusu Przysposobienia i Rozmieszczenia. 10 czerwca 1947 roku dowodzony przez niego pułk został rozwiązany, a on sam objął dowództwo 510 oddziału PKPR.
W lutym 1949 odszedł z PKPR i wyjechał do Kanady. Zamieszkał w Toronto, gdzie pracował w domu towarowym. Decyzją Naczelnego Wodza Władysława Andersa 1 stycznia 1964 został awansowany na pułkownika. W latach 70. publikował artykuły o walkach 1 Dywizji Pancernej w wydawanym w Londynie „Przeglądzie Kawalerii i Broni Pancernej”. Zmarł 3 marca 1985. Był kawalerem, nie pozostawił potomstwa. Urna z jego prochami została zatopiona w Oceanie Atlantyckim koło Halifaksu.

## Ordery i odznaczenia
- Krzyż Srebrny Orderu Wojennego Virtuti Militari nr 10348[7]
- Krzyż Walecznych – trzykrotnie
- Srebrny Krzyż Zasługi
- Medal Wojska
- Medal Pamiątkowy za Wojnę 1918–1921
- Medal Dziesięciolecia Odzyskanej Niepodległości
- Srebrny Medal za Długoletnią Służbę
- Brązowy Medal za Długoletnią Służbę
- Krzyż Wojenny 1939–1945 (Francja)
- Distinguished Service Order (Wielka Brytania)
- Order Korony IV kl. (Belgia)
- Krzyż Wojenny 1940–1945 (Belgia)